# Murtaza Bhutto
Murtaza Bhutto, né le 18 septembre 1954 à Karachi et mort le 20 septembre 1996 dans la même ville, est un homme politique pakistanais membre de la gauche radicale et le frère de Benazir Bhutto.

## Biographie
Après la pendaison de son père Zulfikar Ali Bhutto, ses fils Shahnawaz et Murtaza s'exilent à Kaboul et Damas, où ils sont accusés d'avoir fondé l'organisation armée marxiste Al-Zulfiqar. Murtaza est élu en exil à l'Assemblée provinciale du Sind. Dès son retour sous l'accusation d'activités terroristes, alors que Benazir Bhutto est Premier ministre, Murtaza est abattu par la police à sa résidence de Karachi, au 70 Clifton Road, avec sept de ses partisans.
Selon certains, sa propre sœur Benazir Bhutto, ou au moins certains de ses alliés, seraient impliqués dans sa mort, mais la lumière n'a jamais été faite.
Murtaza Bhutto était très sensible aux idées laïques, qu'il observait en Syrie, en Irak et en Turquie. En Syrie, il avait découvert les idées socialistes présentes en Syrie et Irak, via le parti Baas. Il était l'un des rares politiques au Pakistan à penser que le modèle d'avoir une religion d'État au Pakistan n'était pas forcément indispensable. Il pensait que l'éducation devait être développée au maximum, en construisant plus d'écoles et lutter contre l'analphabétisme.       